# Diagonale
Diagonale este un festival de film care are loc în fiecare martie, în Graz, Austria din 1998. Festivalul se dorește a fi o prezentare anuală cuprinzătoare a filmului austriac, care dorește să acopere toate genurile (lungmetraj, documentar, scurtmetraj, avangardist etc.)
Festivalul a fost inițial organizat sub auspiciile Comisiei Austriece de Film (Austrian Film Commission, AFC) din Salzburg în perioada 1993-1995, dar s-a mutat la Graz în 1998. Tradițional, cinematografele în care are loc festivalul sunt UCI Kinowelt Annenhof, Schubertkino, KIZ RoyalKino și Film Center Rechbauerkino. La finalul festivalului, sunt decernate Premiile Austriece de film.
Festivalul de film Diagonale și-a consolidat poziția ca un festival regional bazat pe cinefili, care aduce împreună industria și publicul, consolidează filmul austriac și atrage atenția internațională.

## Premii
Anual se oferă în cadrul festivalului premii în diferite categorii, în valoare totală de peste 120.000 €.

## Vezi și
- Jessica Hausner